# Білий потік (газогін)
Білий потік (англ. White Stream) — проєкт магістрального газопроводу з Центральної Азії через Україну в країни ЄС.
Ідея, яка виникла у 2006 році і належить Міжнародному інжиніринговому консорціуму White Stream Pipeline. У травні 2007 року на газовому форумі у Відні презентований проєкт представники Єврокомісії підтримали його, щоправда дуже стримано і обережно.
Згідно з первинною концепцією розробників, «Білий потік» повинен був стати головним енергетичним проєктом ГУАМ. Ідея полягала у тому, щоб газ з азербайджанського родовища «Шах-Деніз» перекачувати через Грузію по дну Чорного моря на територію України, а далі іти по українській території в країни ЕС. Туркменістан планувалося задіяти в середньостроковій перспективі.
Основний конкурент — проєкт Nabucco. Участь деяких країн постачальників газу в одному з них досі розглядається в перспективі та на конкурентній основі.
Довготерміновий план газогону White Stream:
| Фази розробки                                                     | млрд м3 |
| 1 фаза Азербайджанський газ                                       | 8       |
| 2 фаза Азербайджанський або казахстанський (при необхідності) газ | 8       |
| 3 фаза Додатковий казахстанський/туркменський газ                 | 16      |
| Загальна кількість                                                | 32      |